# Гриб
Гриб — разговорно-обиходное название плодовых тел грибов-макромицетов. Согласно современным научным представлениям, грибы выделяются в самостоятельное царство живой природы — лат. Fungi. Грибы, образующие крупные плодовые тела, относятся к подцарству высших грибов (Dikarya), в котором выделяют два отдела — аскомицеты (Ascomycota), или сумчатые грибы, и базидиомицеты (Basidiomycota). С практической точки зрения различают съедобные, несъедобные и ядовитые грибы. «Грибом» называют также студенистую массу, состоящую из различных микроорганизмов, преимущественно дрожжей (сахаромицетов) и молочнокислых бактерий, используемую для получения напитков путём сбраживания, например чайный гриб, кефирный гриб.

## Названия

### В славянских языках
В русском языке и представители царства грибов в целом, и «грибы» в обиходном смысле обозначаются одним словом. Во многих языках для обозначения научного понятия существуют отдельные слова, часто научный термин представляет собой заимствование из латыни. Например, в английском гриб как представитель царства обозначается словом fungus, обиходное понятие — mushroom или toadstool.
Русское гриб, укр. гриб, бел. грыб, пол. grzyb, н.-луж. grib, в.-луж. hrib, чеш. hřib, словац. hríb, словен. grȋb восходят к праславянскому праслав. *gribъ, слову, относительно этимологии которого ведутся споры. Согласно одной версии, оно восходит к глаголу *gribati «рыть», итератива от *grebti «грести». При такой этимологии гриб означает «то, что вырывается, вылезает из земли». Согласно второй версии, *gribъ происходит от корня *glei- «слизь» (ср. лит. gléima «слизь»). Критики этой версии утверждают, что она недостоверна фонетически. Согласно третьей, также фонетически недостоверной, версии *gribъ связан со словом *gъrbъ «горб».
В некоторых русских и украинских говорах все грибы называют словом губы (ср. укр. губа — гриб-трутовик), но в большей степени это относится к народным названиям некоторых трутовиков — «губы», «губки». Данная лексема родственна рус. губа и лит. gumbas «шишка, желвак, нарост».

### В романских и германских языках
Французское champignon («гриб») происходит от старофр. champignuel (← *canpegneus) и буквально означает «продукт сельской местности» («сельская местность» — фр. campagne от позднелат. campania). Слово champignon заимствовано некоторыми языками, например, исп. champiñón («гриб», «съедобный гриб»), рус. шампиньон.
Английское mushroom (устаревшие формы — mushrom, muscheron, mousheroms, musserouns и др.), чаще всего означающее съедобный гриб (но так называют и любые макромицеты), происходит от фр. mousseron, которое указывает на одно из характерных местообитаний грибов — во мху (фр. mousse — «мох»). Существуют также версии, предполагающие позднелатинское или долатинское происхождение этого слова.
«Ядовитый гриб», «поганка» а иногда и любой гриб по-английски — toadstool, буквально «скамейка жаб»; аналогичные термины есть в нидерландском и немецком языках: нидерл. padde(n)stoel, нем. Krötenschwamm (букв. «жабья губка»), связанные с жабой названия ядовитых грибов есть и в других европейских языках. О происхождении слова toadstool есть два предположения: 1) сравнение с ядовитыми (или считавшимися в древности ядовитыми) жабами, 2) фоно-семантическое соответствие с немецким Todesstuhl — «смертельный стул». По предположению этномиколога Р. Уоссона, сравнение с жабами возникло из-за того, что в древности и земноводные, и галлюциногенные грибы применялись в «колдовских» языческих обрядах.
В различных диалектах английского языка смысловые соотношения между mushroom и toadstool различны. Так, в США toadstools означает только ядовитые грибы, а в Великобритании — любые, mushrooms для британцев это съедобные toadstools.
Немецкое Pilz («гриб»), через др.-в.-нем. buliz и более поздние формы bülez, bülz происходит от лат. boletus (в древнем Риме так называли не боровик, а цезарский гриб). Нем. Schwamm («губка») используется для обозначения грибов, растущих на древесине (синоним — Baumpilz, букв. «древесный гриб»). Schwamm восходит к прагерм. swampaz, которое, возможно, родственно праслав. gǫba («губа»).

## Научная классификация
Первые таксономические классификации грибов были основаны только на данных анатомии плодовых тел, однако на основании только этих внешних признаков очень трудно судить о реальной степени родства между разными видами. Поэтому уже в середине XIX века появились системы, учитывающие микроскопическое строение. Но возможность создать естественную систему, полностью учитывающую родственные связи между различными таксонами, появилась только в последней четверти XX века, после появления геносистематики и молекулярной филогенетики — методов, основанных на изучении ДНК. В начале XXI века происходит пересмотр всей таксономической классификации грибов.
На основании микроскопического строения органов, непосредственно производящих споры, высшие грибы делят на два отдела — аскомицеты, или сумчатые грибы, и базидиомицеты, или базидиальные грибы. У аскомицетов споры производятся внутри специальных клеток, называемых сумками, или асками; у базидиальных грибов формирование спор происходит снаружи на структурах, называемых базидиями.
Большинство сумчатых макромицетов относится к классу пецицомицетов. В этот класс входит один порядок, разделяемый на несколько семейств (около 20), из которых грибникам хорошо известны представители сморчковых (сморчки и шапочки), лопастниковых (строчки) и трюфелевых. В некоторых регионах (Северная Африка, Юго-Западная Азия) пользуются спросом «пустынные трюфели» из семейства терфезиевых.
Базидиальные макромицеты, включая хорошо известные шляпочные грибы, относят к подотделу Agaricomycotina. С конца XX века система этих грибов пересматривается с учётом генетических данных и в ней происходят значительные изменения, от классификации по признакам анатомии плодовых тел учёные отказываются. Например выяснилось, что дождевики являются близкими родственниками пластинчатых грибов, и были отнесены к семейству шампиньоновых; другие гастеромицеты и некоторые пластинчатые грибы вошли в порядок болетовых, к которому ранее относились только трубчатые грибы.
Кроме таксономической систематики, существуют классификации грибов, основанные на других принципах, не учитывающие степень генетического родства. Различные группы грибов выделяют по экологическому принципу (см. Экологические группы грибов), географическому распространению (см. Микогеография); многие устаревшие таксоны, представители которых схожи между собой по признакам строения и экологии, продолжают рассматриваться в качестве специфических групп, называемых экоморфами.

## Форма грибов
Обычно под «грибовидной формой» подразумевают характерную форму шляпконожечных грибов, хотя формы плодовых тел бывают очень разнообразны.
- Шляпочные грибы — шляпка расположена на ножке или сидячая, прикреплённая краем к вертикальной поверхности.
- Веерообразные (например, вёшенки) и букетообразные, или многошляпочные плодовые тела (гриб-баран) тоже обычно относятся к шляпочным.
- Копытообразные плодовые тела (трутовики).
- Коралловидные плодовые тела (рогатиковые).
- Чашевидные (бокаловидные) плодовые тела (часто у сумчатых грибов).
- Звездообразные плодовые тела (земляные звёздочки).
- Шарообразные (грушевидные) плодовые тела (дождевики).
- Распростёртые — в виде корковидного налёта на какой-либо поверхности.

## Рост и строение плодового тела
Грибы вырастают на мицелии — вегетативном теле, которое представляет собой переплетающиеся микроскопические нити (гифы), пронизывающие почву, древесину или другой субстрат. Для образования и роста плодовых тел часто необходимы особые внешние условия — температура и влажность воздуха и субстрата, наличие симбионтных организмов (особенно это важно для микоризных грибов, живущих в симбиозе с деревьями и другими растениями). Для каждого вида характерны свои условия плодоношения, поэтому разные грибы появляются в разных типах леса и других растительных сообществ и вырастают в определённые сезоны, рост их сильно зависит от погодных условий.
Формирование плодовых тел у сумчатых грибов начинается с появления на мицелии особых, так называемых аскогенных гиф. Эти гифы интенсивно разрастаются, формируют плодовое тело и образуют спороносящие структуры — сумки. У базидиальных грибов на мицелии вначале образуются «зародыши» размером не более 1—2 миллиметров, называемые примордиями. Примордии могут иметь длительный период покоя, то есть не развиваться, а при наступлении благоприятных условий быстро вырастают в плодовые тела. Обычно плодовое тело живёт недолго, несколько дней, а иногда несколько часов, и после образования спор разлагается. Существуют, однако, и долгоживущие грибы, они имеют твёрдую деревянистую консистенцию и могут расти несколько лет, формируя годичные кольца. Такие плодовые тела характерны для многих видов трутовиков.
Различают плодовые тела замкнутого и открытого строения. У первых спороносящий слой находится внутри плодового тела, и споры могут распространяться только после их созревания, при частичном или полном разрушении наружной оболочки. У плодовых тел открытого строения тонкий спороносящий слой — гимений — находится на поверхности, и споры выделяются из него по мере созревания.
Замкнутые плодовые тела сумчатых грибов называют клейстотециями, а открытые — апотециями. Клейстотеции обычно имеют микроскопические размеры, и грибы, образующие их не относят к макромицетам. Но бывают и гигантские клейстотеции размером в несколько сантиметров, например, несъедобный «олений трюфель», или элафомицес зернистый. Настоящие трюфели внешне тоже похожи на клейстотеции, но их плодовые тела формируются вначале как открытые, а затем сворачиваются в замкнутый «клубень», заполненный складками гимения, то есть на самом деле представляют собой видоизменённые апотеции. Другие апотеции имеют форму диска, блюдца или чаши, поэтому такие грибы называют дискомицетами. По способу формирования плодовых тел к дискомицетам относят и трюфели, а также открытые плодовые тела сморчковых и гельвелловых грибов, форма которых отличается от дисковидной. Гимений у дисковидных грибов находится на верхней поверхности диска или внутри открытой «чаши», у сморчков и строчков — на наружной поверхности верхней части, которую часто называют «шляпкой», хотя, строго говоря, эти грибы не относятся к шляпочным.
Базидиомицеты, имеющие замкнутое строение плодовых тел, называют гастеромицетами, а открытое — гименомицетами.

## Пищевое применение

### Съедобные грибы
Например, сыроежки, белые, грузди, подберёзовик и др., после обработки используются в пищу. Для пищевых целей грибы выращивают как сельскохозяйственные культуры или собирают в естественных местах произрастания.
Собирание грибов, или «грибная охота» является популярным во многих странах видом активного отдыха или хобби.
В пищевой промышленности находят применение различные микроскопические грибы: многочисленные дрожжевые культуры имеют важное значение для приготовления уксуса, алкоголя и различных спиртных напитков: вина, водки, пива, кумыса, кефира, йогуртов, а также в хлебопечении. Плесневые культуры с давних пор применяются для изготовления сыров (рокфор, камамбер), а также некоторых вин (херес).
Ввиду того, что в грибах велико содержание хитина, их питательная ценность невелика, и они трудно усваиваются организмом. Однако пищевая ценность грибов заключается не столько в их питательности, сколько в высоких ароматических и вкусовых качествах, поэтому их применяют для приправ, заправок, в сушёном, солёном, маринованном виде, а также в виде порошков.

### Ядовитые грибы
Например, многие мухоморы, в общем не применяются в пищевых целях, однако некоторые люди используют отдельные их виды, после специальной обработки (преимущественно многократное вываривание). Однако такая обработка не всегда приводит к желаемому результату, всё зависит от размера дозы и характера поглощённых токсинов, а также от массы человека и его индивидуальной восприимчивости, возраста (в целом для детей грибы гораздо опаснее, нежели для взрослых).

## Грибы в фольклоре и народных поверьях

### Славянские народы
В народных представлениях славян грибы имеют неопределённую природу, нечто среднее между животными и растениями. Такая неопределённость подчёркивается в отношении к ним как к нечистому явлению, что часто выражается в народных названиях, особенно в названиях ядовитых и несъедобных грибов. Грибы соотносятся с инородцами, с нечистыми животными и растениями, с гениталиями, и испражнениями животных. По народным поверьям, некоторые грибы вырастают в местах, где совокуплялись животные. В качестве примеров можно привести такие народные названия, как собачий гриб (Саратовская область), песьляк («старый гриб» — Смоленская область), иудино ухо (Аурикулярия уховидная (Auricularia auricula-judae)); словац. vraní trus (помёт), čertov tabak, židovská brada, ciganská huba; пол. bycze jaja (Великопольское воеводство), końskie wypierdki, wilcza tabaka (Мазовия), wilczak (Поморское воеводство), żydawcy (Малопольское воеводство).
Легенды о происхождении грибов, связанные с христианством и дохристианскими верованиями, известны у южных и западных славян, украинцев и белорусов. Грибы в них воспринимаются как нечистый предмет, связанный с отбросами, слюной, но с другой стороны, это благословенная пища, освящённая Христом или апостолами. Согласно этим легендам, грибы появились из зёрен или кусков хлеба, которые тайно от Христа ел апостол Пётр и выплюнул; в болгарских легендах грибы — это остатки трапезы самодив. По польским легендам (Холмщина, Краковский повят) грибы посадили и освятили апостолы Пётр и Павел.
С народными верованиями связано множество примет, «магических» действий и запретов, касающихся сбора и употребления грибов. В Польше начало сбора грибов приурочивают ко дню святых Петра и Павла (29 июня), что связано с упомянутыми легендами, а в Словении сбор начинают в день святого Приможа, который «сеет грибы» (9 июня). Заканчивают сбор грибов в России в день святого Тита (25 августа/7 сентября): «Святой Тит последний гриб ростит».
По польским поверьям человек, в рождественское утро первым посмотревший на лес, летом найдёт много грибов; человек, поевший капусты в канун Пепельной среды также будет удачлив в сборе (Краковский повят). Перед походом по грибы необходимо умыться, иначе грибы огнём обожгут руки; нельзя молиться, креститься — «грибы спрячутся под землю» (Люблинское воеводство). Лучше всего посылать по грибы детей, поскольку над ними не имеет власти злой лесной дух Оно, мешающий собирать грибы (Люблинское воеводство). Нельзя класть в корзину одновременно грибы двух видов — польск. kozierożki и kaźlaki, иначе «явится чёрный козёл с позолоченными рогами и копытами и выколет глаза» (Келецкий повят).
Некоторые грибы нельзя собирать беременным, также беременные не должны печь или есть печёные грибы — это плохо отразится на здоровье будущего ребёнка (Польша, Сербия — Хомолье, Белоруссия).
В Белоруссии, для успешного похода по грибы, при входе в лес втыкают в головной убор веточки трёх разных деревьев, кладут в карман три разные травинки. Считается, что следы зайца ведут к грибным местам, прежде, чем ступить на след нужно поднять с земли и перебросить через него любой предмет. В Витебской области, а также в Восточных Карпатах и у кашубов считается, что если взглянуть на гриб или дотронуться и оставить, он перестаёт расти, червивеет. Самые ранние грибы — говорушки — нельзя есть людям с дефектами речи и близнецам: «язык долго не развяжется».
На Украине считается, что успех в сборе грибов можно обеспечить, если во время пасхальной заутрени на возглас священника «Христос воскресе!» ответить «Я хочу гриби збирати» (Подолье). Первый гриб крестят, целуют (Житомирское Полесье).
В Чехии первые три гриба кладут в дупло дерева, трижды читая «Отче наш».
По русским поверьям, в лес не ходят босиком, иначе найдёшь только старые грибы; нельзя спать днём на Благовещение — грибы проспишь (Забайкалье).